# Horst Retzki
Horst Retzki (* 4. April 1920 in Neurode; † 5. Oktober 1999 in Dortmund) war ein deutscher Architekt, der zusammen mit seiner späteren Ehefrau Sabine Hallmann (* 1921 in Danzig) von 1952 bis 1982 in Dortmund ein Architekturbüro betrieb.

## Leben
Horst Retzki studierte nach Kriegsdienst und Verwundung ab 1943 an der Hochschule Breslau Architektur und setzte das Studium ab 1945 an der TH Braunschweig fort, das er dort 1949 mit Diplom abschloss. Nach kurzer Tätigkeit als Assistent bei Friedrich Wilhelm Kraemer, dessen Architekturhaltung für ihn prägend wurde, wechselte er 1950 in das Baubüro der Westfalenhalle Dortmund. Er wird daher häufig als Co-Architekt dieses prominenten Bauwerks genannt, das auf einen Vorentwurf von Walter Höltje von 1948 und einem von Höltje 1950 gewonnenen Wettbewerb basiert.
1952 machte sich Retzki (nach Fertigstellung der Westfalenhalle) selbständig; mit der an der TH Danzig und an der TH Braunschweig ausgebildeten Sabine Hallmann (später: Hallmann-Retzki) entwarf und realisierte er eine Vielzahl von Projekten in und um Dortmund. Dazu gehörten das mittlerweile stark veränderte Ruhrkohle-Gebäude an der Hohenzollernstraße und das Laborhochhaus für das Dortmunder Max-Planck-Institut für Ernährungsphysiologie. Ein Schwerpunkt des Büros lag in Versammlungsbauten und Schwimmbädern, u. a. die Stadthalle und das Kleinschwimmbad in Schmallenberg und das 1994 abgebrochene Hallenbad in Unna. Späte Projekte waren der Parkfriedhof mit Trauerhalle in Beckum und der Umbau der Dortmunder Unfallklinik am Fredenbaum.
Der Bestand Retzki/Hallmann wird im Baukunstarchiv NRW verwahrt und umfasst 1300 Pläne insbesondere von späteren Projekte sowie Photos aus allen Werkphasen.